# Bert's
Bert's est une chaîne française de restauration rapide, proposant des sandwichs et des pâtisseries. Elle a été créée en 2002 et compte en 2016 une quarantaine de restaurants en France et commence à se développer au Moyen-Orient. Elle est plutôt orientée restauration rapide haut de gamme.

## Historique
- 2004 : Lancement en franchise.

Bert's a signé un partenariat avec Avia pour être présent au sein de ses stations-service en France.